# Hyllus plexippoides
Hyllus plexippoides là một loài nhện trong họ Salticidae.
Loài này thuộc chi Hyllus. Hyllus plexippoides được Eugène Simon miêu tả năm 1906.